# 灭渡桥
灭渡桥，是位于江苏省苏州市古城东南外的一座单孔石拱桥，跨京杭古运河，始建于元代，2002年列为第五批江苏省文物保护单位。

## 历史
灭渡桥之处称为赤门湾，京杭运河绕苏州城后自此向南，为水路之要道。往来两岸唯有渡船一选，而船夫大多脾气粗暴，欺凌乘客，久而久之臭名远扬。昆山有僧人敬修，曾往来此处，亦数次被辱，愤而立志造桥，让过路人不再受气。与同乡陈玠、张光福二人开始募捐。元大德二年（1298年）桥开工，至大德四年完工。敬修将桥取名为灭渡桥，意为消灭渡船，“志平横暴也”。明正统年、清同治年又修，现桥为1985年修，重新安装石栏。
灭渡桥为单孔石拱桥，桥长81.3米，跨19.3米，高8.5米，两侧各53级。采用武康石、青石、花岗石砌成。桥体采用大跨度单孔设计，可避免对运河来往船只通行造成阻碍，是苏州古桥中的典范之作。
因发音相近，灭渡桥后被讹传为觅渡桥。1975年，在灭渡桥北侧建造人字形新桥，即起名为觅渡桥。2002年，觅渡桥改至灭渡桥南重建，为C形公路桥，连通南门路和莫邪路。

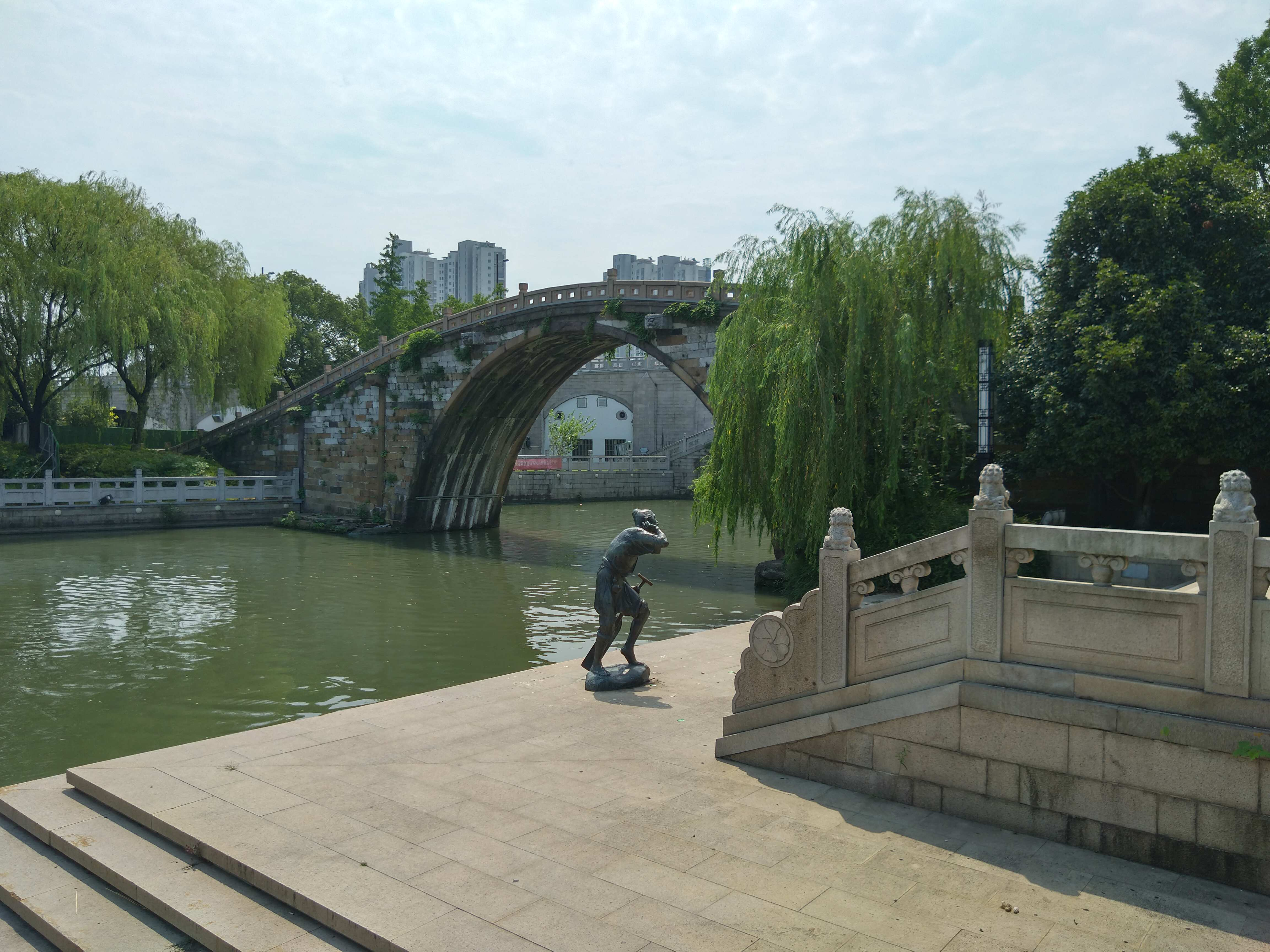
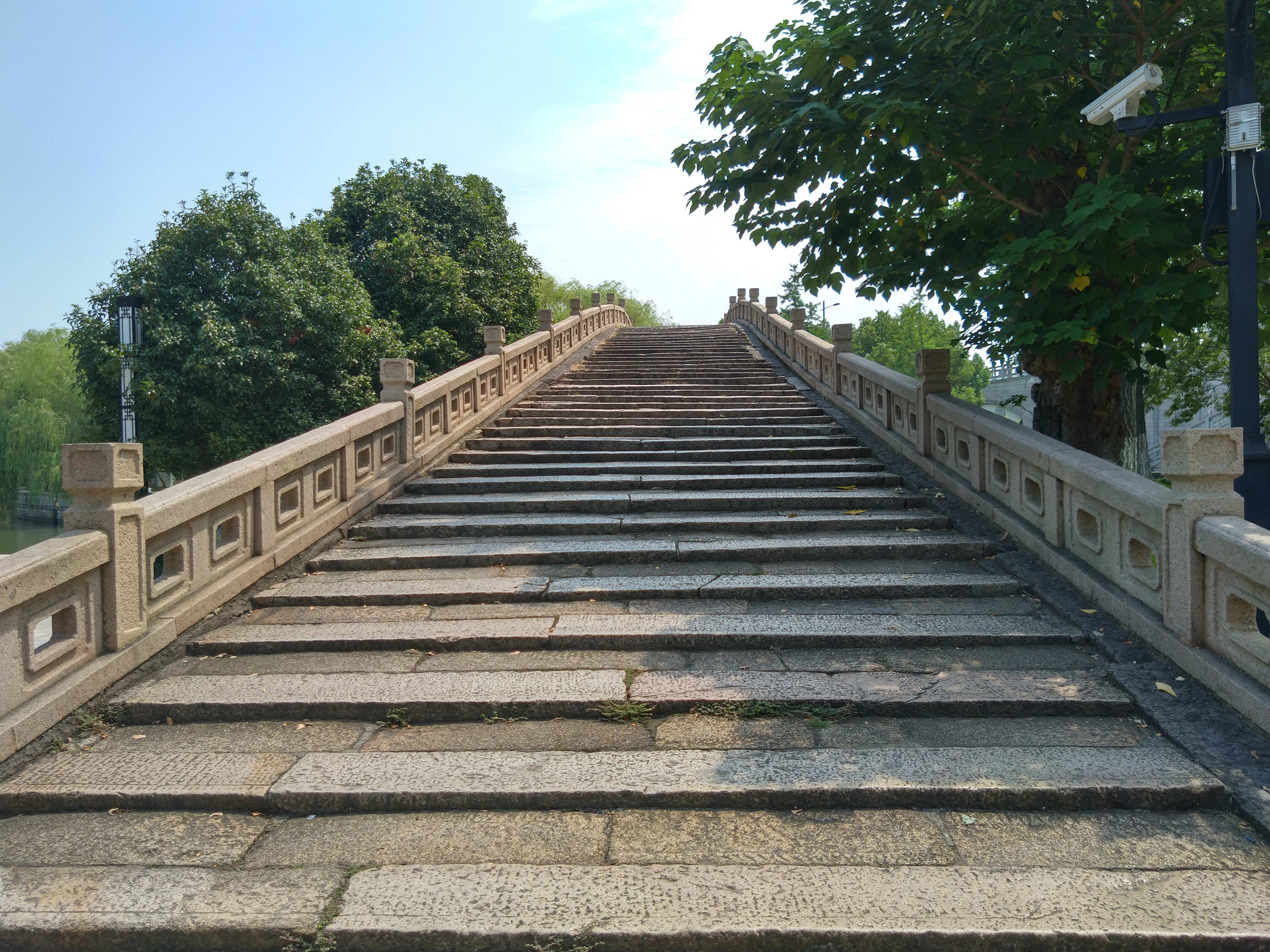
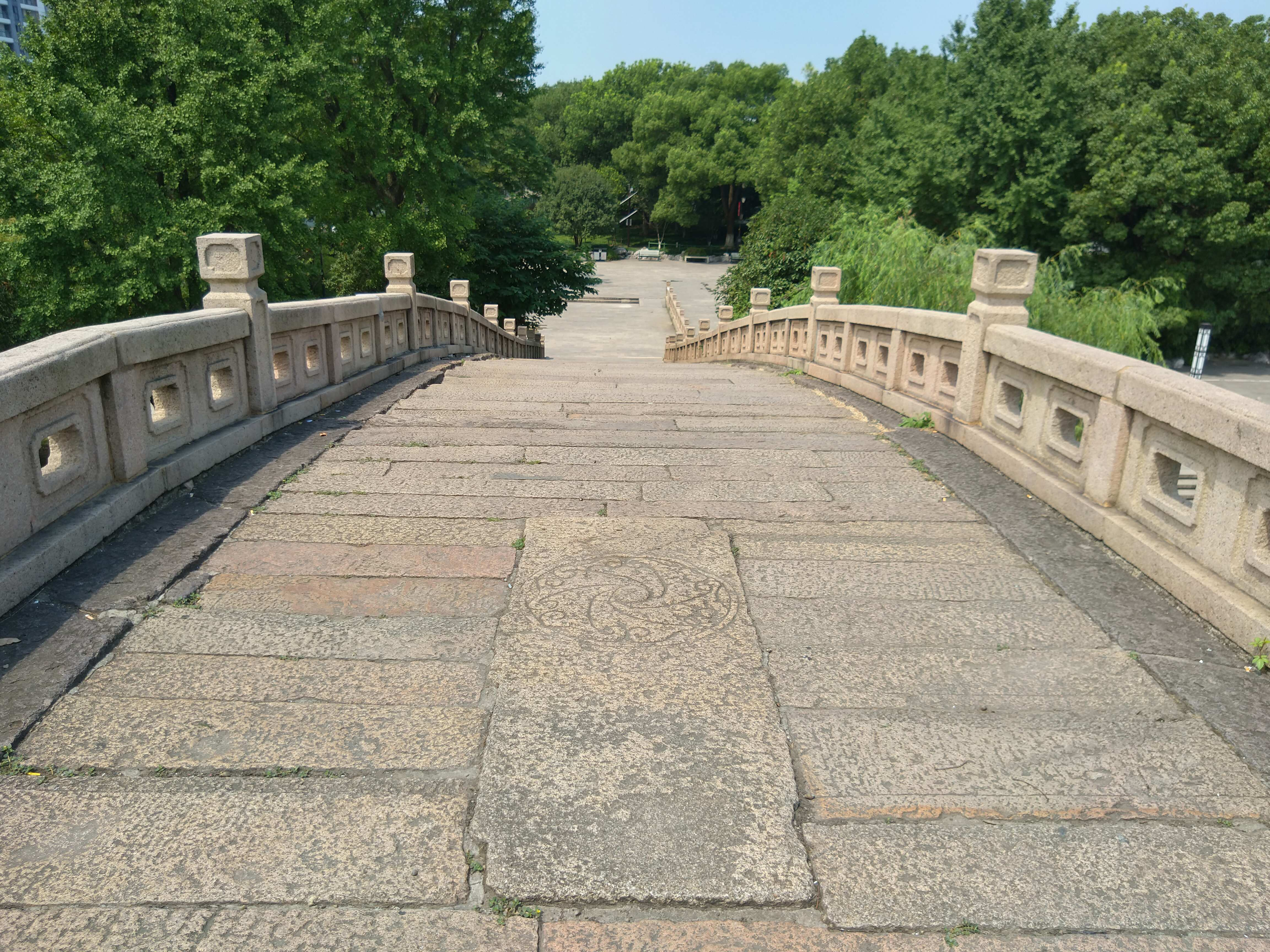
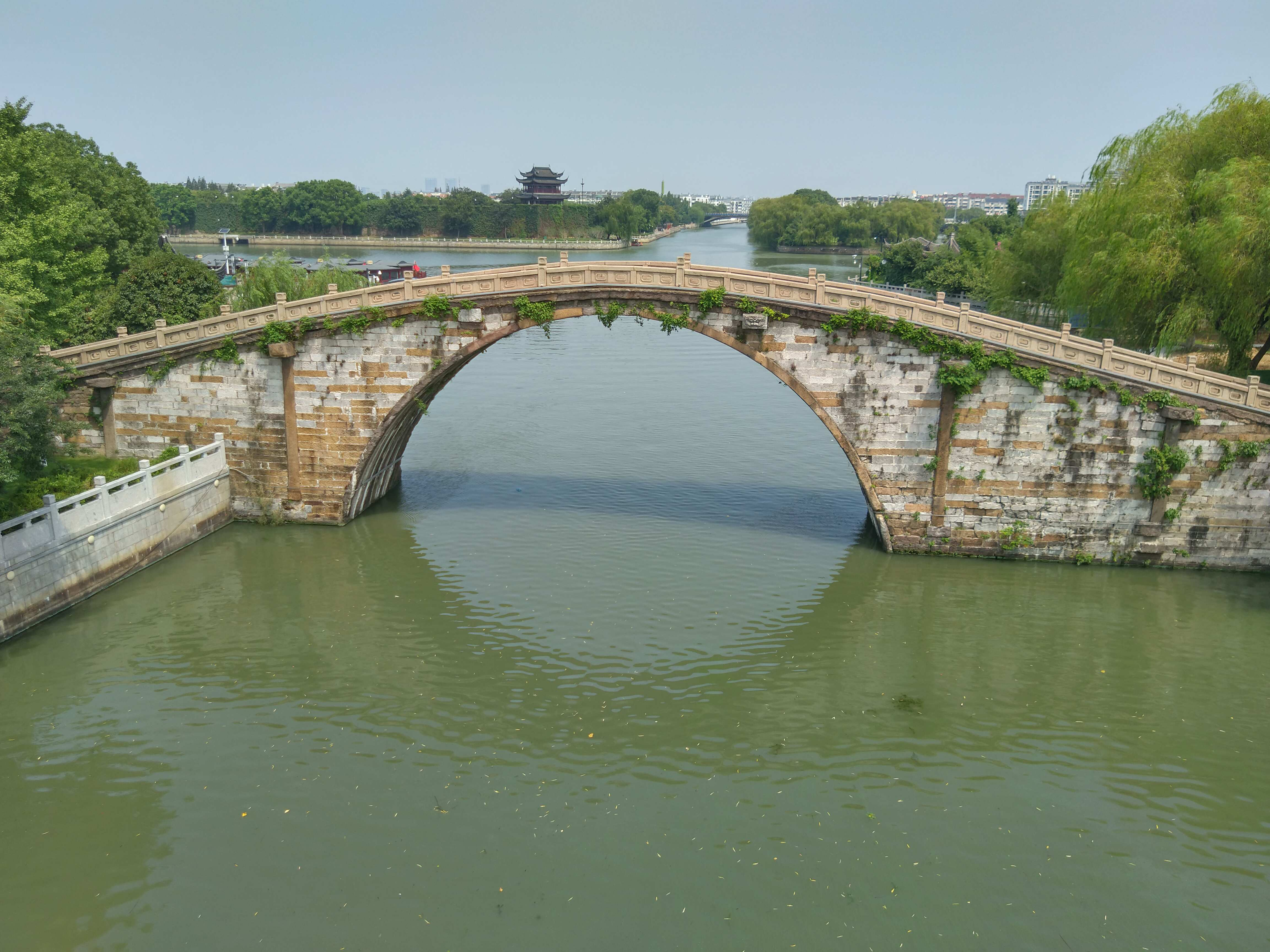